# Тверска улица
Тверска улица (рус. Тверская улица) једна је од главних улица у Москви. Протеже се  северозападно од Трга Манеж у правцу Санкт Петербурга, до Вртног прстена, дајући име том делу Москве, Тверски рејон. Правац се даље наставља као Прва Тверско—Јамска улица, Лењинградска авенија, те Лењинградски аутопут.
Улица је између 1935. и 1990. године носила називи Улица Горког.

## Историја и архитектура

### Средњи век до 18. века
Тверска улица настала већ у 12. веку. Њена важност за средњовековни град била је неизмерна, јер је повезивала Москву са градом Твером. У то време, саобраћајница је прелазила реку Неглинају. Први камени мост преко Неглинаје постављен је 1595. године. Река је још почетком 19. века сакривена под земљу и сада тече кроз цеви.
У 17. и 18. веку Тверска улица је била позната као центар московског друштвеног живота. Племство је сматрало модерним насељавање овог округа. Међу дворцима који потичу из владавине Катарине Велике су и резиденција градоначелника Москве (обновљена 1778–82.) и Енглески клуб (1780-их). Градоначелникова резиденција међу бројним другим историјским зградама је померена за око 14 метара ради проширења улице Горког у Стаљиново време. На тргу, на почетку улице, стоји статуа легендарног оснивача Москве, Јурија Долгоруког, постављена за 800 година града. 
Током империјалног периода, важност саобраћајнице нагласила је чињеница да су управо овом улицом цареви долазили из северне престонице да одседају у својој резиденцији у Кремљу. Неколико славолука је изграђено за обележавање церемонија крунисања.  Тверски трг је 1792. године изграђен  пред резиденцијом градоначелника Москве као простор за масовне поворке и параде. Трг је 1947. године украшен коњичком статуом принца Јурија Долгоруког, оснивача Москве.

### 19. век
У време Пушкина Тверска улица је била окружена са пет цркава. Песник је своје утиске са улице уткао у следећу строфу „Евгеније Оњегина“:
„Већ се на рампи беле главе

и трошарина већ се види;

по Тверском тргу прекопута

одскачу санке поред клупа,

промичу страже и портири, 

дућани, дворци, манастири, 

фењери, санке, баште родне,

трговци, куће и сељаци, 

торњеви, врти и козаци, 

па апотеке, куће модне,

кипови лављи поред врата,

на крстовима чавки јата.”
Пред крај 19. века, улица је реконструисана, а величанствене неокласичне виле су уступиле место грандиозним комерцијалним зградама у еклектичној мешавини историјских стилова. Карактеристично здање тог доба је еклектични Хотел Национал, чија је унутрашњост пример руске сецесије. Константин Станиславски, глумац, позоришни редитељ и оснивач Художественог театра, изнајмио је 1888. године Гинзбург кућу у Тверској улици и претворио је у луксузни клуб са сопственом великом сценом и неколико изложбених соба, у ком је сместио своје новоформирано Друштво за уметност и књижевност. Друштво је тамо одржало свој последњи наступ 3. јануара 1891. године, јер је зграда изгорела у ноћи 10. јануара.

### Новија историја
Између октобарске револуције 1917. и успона стаљинистичке архитектуре средином тридесетих година двадесетог века, улица је добила три модернистичке зграде - конструктивистичку зграду Известија Григорија Бархина (1925–1927, Пушкинов трг), зграду Централног Телеграфа (1927–29, Тверска 7) модернистичко ремек-дело Ивана Рерберга, и строгу „црну коцку“ Лењиновог института на Тверском тргу (1926) Степана Чернишјова. Улица је 1932. преименована у част Максима Горког, руског писца и револуционара коме су се дивили и Владимир Лењин и Јосиф Стаљин.
Даље проширење догодило се током мастер плана Јосифа Стаљина из 1935. године. Током тог периода, све цркве и већина других историјских зграда су срушене како би се проширила улица и замениле ниске зграде већим, рано—стаљинистичким стамбеним блоковима и владиним канцеларијама. Аркади Мордвинов, који је водио овај амбициозни пројекат, задржао је неке историјске грађевине, попут украшеног Савинског подворја архитекте Ивана Кузнецова. Ова зграда је пресељена на нову основу северно од нове линије улице и сада је потпуно затворена унутар Мордвиновог блока у Тверској улици број 6. Зграда тешка 23.000 тона, премештена је за једну ноћ  без исељавања станара, али су зато припреме трајале неколико месеци.
Пројекат је само делимично завршен пре Другог светског рата више стаљинистичких блокова појавило се четрдесетих и педесетих година 20. века, и даље остављајући пуно зграда из 19. века. Већина њих је касније срушена, уз неколико изузетака попут Позоришта Јермолова. Хотел Интурист, кула од 22 спрата, саграђен је 1970. године а срушен 2002. године и замењен хотелом Риц Карлтон.
Када је совјетски председник Михаил Горбачов преузео власт, подстакао је повратак старим руским именима. Тако је име улице поново постало „Тверска улица“, након 55 година као улица Горког.

## Изглед улице
Тверска улица се простире од Трга Мањеж, пролази кроз Тверски округ, пролази кроз Булеварски прстен, познат као Пушкинов трг, до Вртног прстена. Њено продужење, Прва Тверско-Јамска улица, наставља даље северозападом све до Белоруског железничког терминала (Трг Тверске заставе), мењајући своје име поново у Лењинградска авенија, који се држи истог правца пре него што се подели на Волоколамски аутопут и Лењинградски аутопут.
Тверска улица је најскупља трговачка улица у Москви и Русији. Према индексу који је објавила глобална компанија за некретнине Colliers International 2008. године, заснованом на комерцијалним накнадама за закуп, то је сада трећа најскупља улица на свету. Улица је и центар градског ноћног живота и забаве.